# 元町 (徳島市)
元町（もとまち）は、徳島県徳島市の町名。内町地区に属している。元町一丁目から元町二丁目まで存在する。
郵便番号は〒770-0834.

## 統計
- 人口：38人（2009年12月。徳島市の調査より）
- 世帯数：14世帯（同上）

## 地理
元町はひょうたん島の南西部、JR徳島駅前バスターミナルから南（南西）に伸びる、県道13号～国道438号（讃岐街道。管轄が異なるが一本の道路である）の両側を占める。この道には阿波踊り期間中には「元町演舞場」が設営される。この道の中央で国道192号（伊予街道）が東西に交わり元町交差点を作り、北の1丁目と南の2丁目を分ける。
北は寺島本町西・寺島本町東と、西は藍場浜と、東は一番町・八百屋町・通町・中通町・南内町と、南は新町川に架かる新町橋を挟んで新町橋（地名）と接している。（元町が南北の通りなのに対しその東側は東西の通りごとに町が分かれているため、接する町が多くなっている）
県道13号～国道438号の東側には元町商店街が広がり、徳島名店街のほか多くの小店舗が並ぶ。県道13号の西側（1丁目の西側）にはアミコビルがある。国道438号の西側（2丁目の西側）はオフィス用地と藍場浜公園の東端である。
なおアミコビルのテナントは、そごうは寺島本町西1-5、その他は元町1-24を所在地として表示しているが、これらはテナントのビル内の位置とは必ずしも一致しない。実際の元町1丁目は県道沿いの細長い区域で、そごうの一部・アミコ専門店街のテナント数店などが位置する。
北端には円型の緑地の元町ロータリーがある（ただし現在はロータリー交差点にはなっていない）。南端の新町川河岸には河岸公園が延び、西側が藍場浜公園、東側が新町川水際公園である。

### 地形
- 河川：新町川

## 歴史
- 江戸時代 - 西横町・西側町と呼ばれた。当時の寺島地域の交通は東西が幹線で、南北に伸びる「横町」は細く寂れていた。
- 1899年 - 徳島駅が開設。徳島駅と新町商店街とを直結する街路として発展を始めた。
- 1941年10月01日 - それまで通りの西は藍場浜に、東は東西の通りごとに異なる町に属していたが、「元町」が通りの両側を合わせた町名として設置された。
- 0000年00月00日 - 戦災復興により、通りが50mと大幅に拡幅された。
- 1956年09月09日 - 元町ロータリーに県で初の信号機が設置。
- 1957年00月00日 - 名店街ビルが開店。
- 1975年00月00日 - つぼみや百貨店が1丁目に移転。
- 1983年10月1日 - かつては1丁目の西側にも商店街があったが、その奥の内町小学校と合わせて再開発され、アミコビル（そごう徳島店）となった。
- 1986年00月00日 - つぼみや百貨店が閉店。
- 2006年03月18日 - 徳島名店街が新装開店。

## 施設

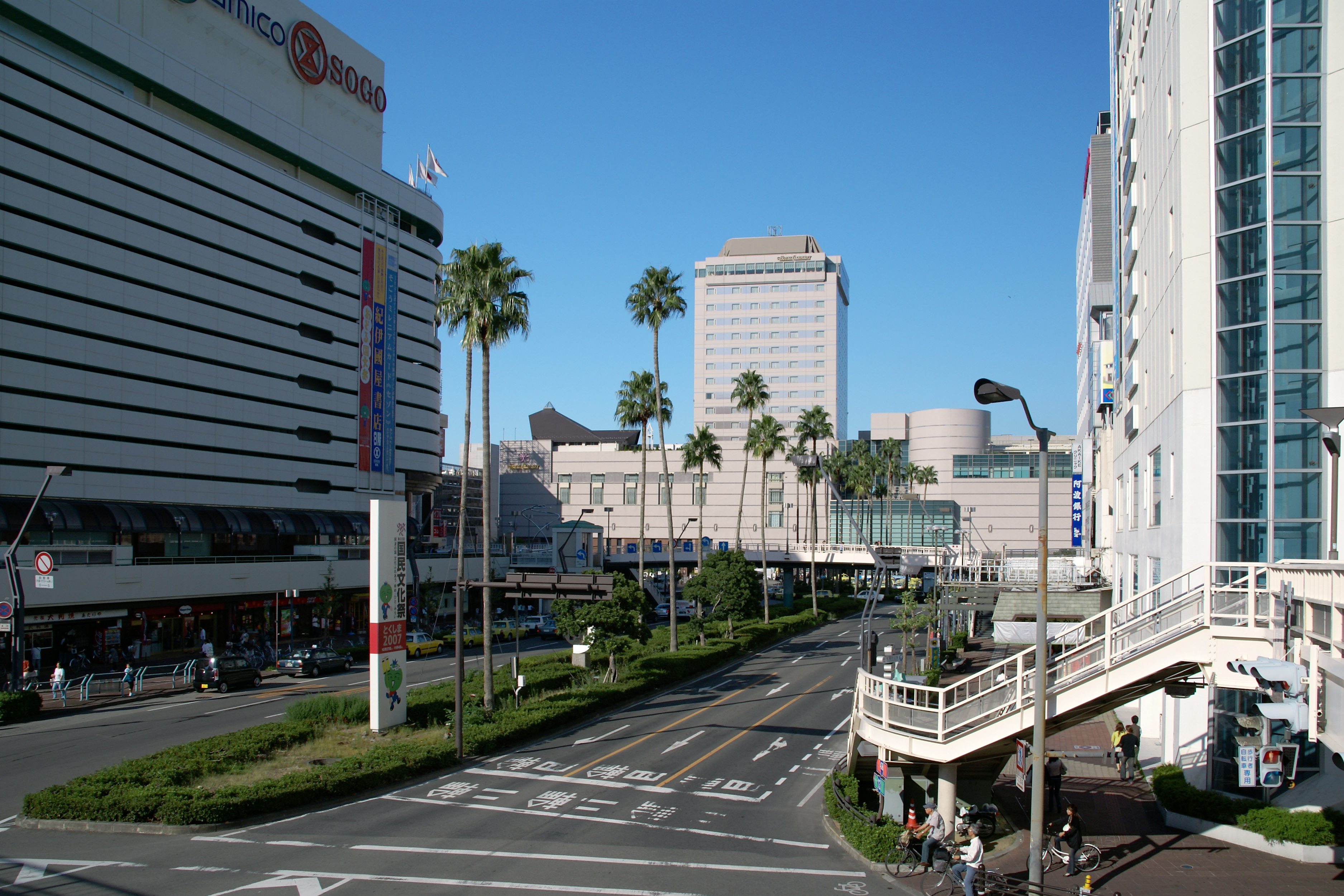
商業施設が集積する元町交差点周辺。左はアミコビル、奥は徳島駅ビル（寺島本町西）、奥に延びる道路は県道13号。

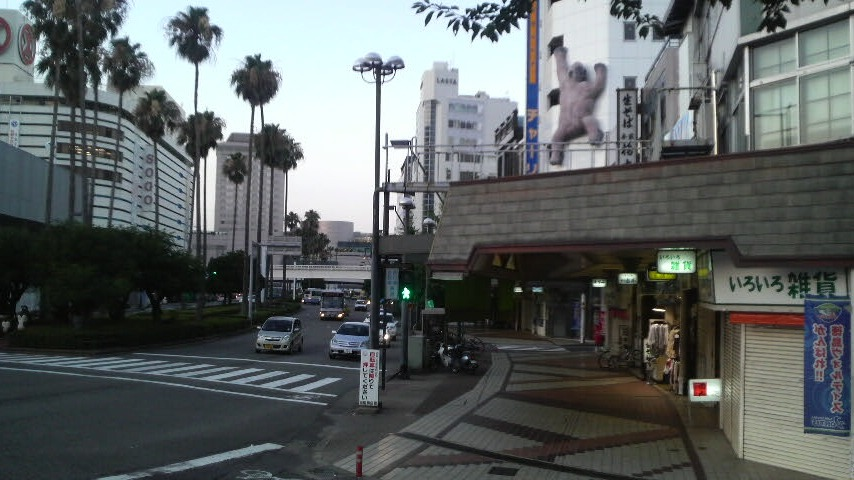
元町商店街

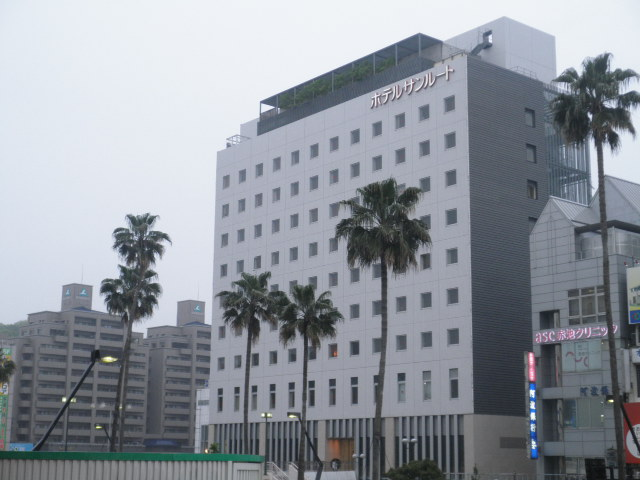
ホテルサンルート徳島

名目上元町1丁目を所在地とするアミコビルのテナントは省略。

### 公園
- 藍場浜公園（一部が2丁目西側）
- 新町川水際公園（一部が2丁目東側）

### 商業施設
- アミコ専門店街（一部が1丁目西側）
- 元町商店街（1～2丁目東側）
- 徳島名店街（1丁目東側）

### 企業
- メガネの丸善（2丁目東側）
- 三菱UFJ銀行徳島支店（2丁目西側）

### ホテル
- ホテルサンルート徳島（1丁目東側）

## 交通

### 道路

#### 一般国道
- 国道192号（伊予街道）
- 国道438号（讃岐街道）

#### 都道府県道
- 徳島県道13号徳島停車場線

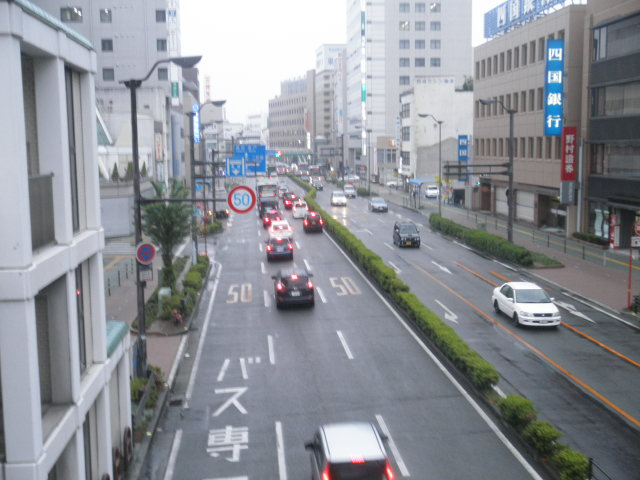
元町1丁目 国道192号
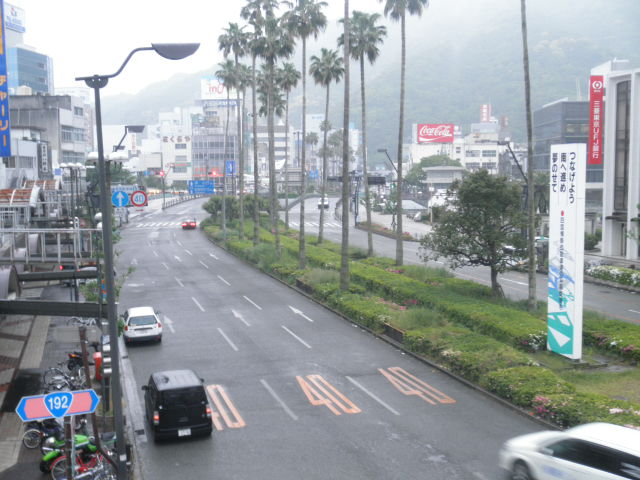
元町2丁目 国道438号
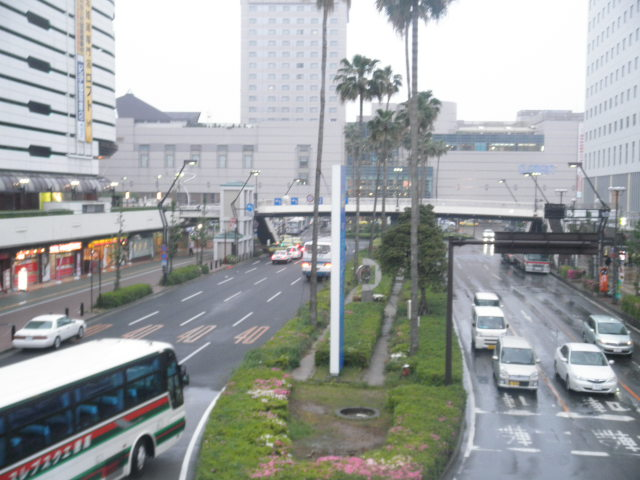
元町 徳島県道13号徳島停車場線

### バス停
- 元町（徳島バス） - 実際は隣の藍場町に位置する。